# Такач-Надь, Габор
Габор Такач-Надь (венг. Takács-Nagy Gábor; род. 17 апреля 1956, Будапешт) — венгерский скрипач, дирижёр, музыкальный организатор.
Окончил Будапештскую консерваторию, ученик Ференца Халаса (скрипка), Андраша Михая и Дьёрдя Куртага (камерный ансамбль). Затем также учился у Натана Мильштейна. В 1979 г. выиграл национальный конкурс скрипачей имени Енё Хубаи.
В 1975 г., ещё студентом, основал вместе с тремя соучениками Квартет Такача и до 1992 г. был его первой скрипкой, завоевал вместе с квартетом ряд международных наград. В 1986 г. вместе с квартетом переехал в США, затем вернулся в Европу. С 1997 г. профессор по классу струнного квартета в Женевской консерватории, с 1998 также в Высшей школе музыки в Сьоне. В 1996 Такач-Надь основал Фортепианное трио Такача, с которым осуществил премьерные записи произведений Ференца Листа, Ласло Лайты и Шандора Вереса. Художественный руководитель Будапештского камерного оркестра. В 2005 создал собственный струнный оркестр Camerata Bellerive.

## Признание
- Премия Ференца Листа (1982).